# Gert Maichel
Gert Maichel (* 4. Februar 1949 in Timmendorfer Strand) ist ein deutscher Jurist und Industriemanager.
Nach dem Abitur an der Klaus-Harms-Schule, in Kappeln an der Schlei studierte Maichel von 1970 bis 1977 Agrarökonomie und Rechtswissenschaften an den Universitäten Kiel und Göttingen. Danach absolvierte er ein juristisches Referendariat und war von 1979 bis 1980 wissenschaftlicher Mitarbeiter an der Universität Göttingen.
Nach der Promotion arbeitete er von 1981 bis 1990 in den Zentralen Rechtsabteilungen von BASF, Mobil Oil und Wintershall. Von 1990 bis 1993 war er bei Wintershall Generalbevollmächtigter und Leiter des Erdgasbereichs. 1993 wurde er Sprecher der Geschäftsführung von Wingas. Nach einem Wechsel zu BASF wurde er dort 1998 Abteilungsdirektor und Geschäftsleiter. 1999 wurde er zum Vorstandsvorsitzenden der VEW Aktiengesellschaft in Dortmund berufen. Nach deren Fusion mit der RWE AG wurde er Mitglied des Vorstandes der RWE AG mit Zuständigkeit für die Ressorts Energie- und Umweltpolitik, sowie der Forschung und Entwicklung, sowie Vorstandsvorsitzender der RWE Power AG. Von 2001 bis 2004 war er zudem Präsident des Deutschen Atomforums e.V. Am 22. Februar 2005 legte Maichel sein Amt bei der RWE AG nieder. Er ist seitdem als strategischer Berater von Energiefirmen und als freiberufliches Beirats- und Aufsichtsratsmitglied tätig. Unter anderem ist er Vorsitzender des Beirats des Beratungs- und Corporate Finance Unternehmens goetzpartners, München.
Maichel ist außerdem Kuratoriumsmitglied des evangelikalen Vereins ProChrist, einem dem CVJM nahestehenden Organisator von Großevangelisationsveranstaltungen.